# Distrito de Sironko
Sironko es un distrito localizado en Uganda del este. El distrito de Sironko fue creado en el año 2000 y había sido parte previamente del Distrito de Mbale. Como la mayoría de los distritos de Uganda, se nombra de igual forma que su ciudad capital, la ciudad de Sironko.
El distrito tiene un área total de 1.090.8 kilómetros cuadrados y una población de 291.906 personas (cálculo basado en los resultados del censo de 2002). La mayoría de la gente en Sironko pertenece al grupo étnico de Bagisu, y el Lugisu es la lengua más hablada.

## Geografía
Este distrito posee 1090.8 kilómetros cuadrados y se localiza desde 1,299 hasta 1,524 metros sobre el nivel del mar.
Condados y Sub-condados:
- Budadiri
  - Buhugu
  - Buteza
  - Buyobo
  - Bukhulo
  - Bumasifwa
  - Busulani
  - Butandiga
  - Buwalasi
  - Zesui

- Bulambuli 
  - Bulago
  - Bunambutye
  - Masira
  - Muyembe
  - Bughalu
  - Bulegeni
  - Bulugunya
  - Sisiyi
  - Buginyanya

## Economía
La actividad primaria es la agricultura con un foco en los cultivos alimenticios tales como habas, cacahuetes, sorgo, mijo, mandioca, patatas y patatas dulces. El café y el algodón son las cosechas principales. Las frutas y verduras son cebollas, repollos y la Passiflora edulis.
- Datos: Q1375835